# Cassette Vision
Cassette Vision是一款Epoch於1981年7月30日在日本發售的第二世代家用遊戲機。售價為13,500日元。
在FC遊戲機（紅白機）於1983年發售前的2年之間，Cassette Vision是日本當時銷量及評價最好的家用遊戲機。估計銷量約在400,000至450,000之間。
1983年7月19日，Epoch推出Cassette Vision的廉價版，Cassette Vision Jr.，售價為5,000日元。而Cassette Vision的後繼機種為Super Cassette Vision。

## 簡介
Cassette Vision採用比較特別的設計，遊戲機本體只設置電源及控制器，而CPU、RAM及影像處理器都設置在卡帶內。而後來家用遊戲機的設計都是將CPU設置在遊戲機本體上，只有ROM設置在卡帶內，這是因為發現後者的設計能夠令遊戲機穩定地運作，進行遊戲時亦較少出現錯誤。
Cassette Vision推出前，日本的遊戲機市場並沒有價格低於20,000日元的卡帶式家用遊戲機。而當時Cassette Vision的對手的是由外國輸入的卡帶式家用遊戲機，包括雅達利2600（日本稱為雅達利VCS，由Epoch負責銷售，售價57,300日元）及Intellivision（由萬代負責銷售，售價49,800日元）。因此，當Cassette Vision於1981年推出時，迅速成為當時最受歡迎的卡帶式家用遊戲機，並於1981年至1983年期間佔據日本的家用遊戲機市場。
1983年，雅達利推出針對日本市場重新設計的雅達利2800（售價24,800日元），而日本其他廠房亦紛紛推出價格介乎10,000至20,000日元的卡帶式家用遊戲機，而這些遊戲機的性能都比Cassette Vision優勝。Epoch的應對方法是推出更便宜的Cassette Vision廉價版，Cassette Vision Jr.。不過，數個月後推出的任天堂FC遊戲機，以其優秀的性能及低價格在極短時間支配當時日本的遊戲機市場。
Cassette Vision的性能比當時同時期發售的家用遊戲機都遜色。無論在色彩深度（8色）、音源（單音）及顯示解像度（256 x 128）等都比較早發售（1977年）的雅達利VCS差。
Cassette Vision Jr.是Epoch於1983年發售的Cassette Vision廉價版。除了價格比原版的低（5,000日元）之外，在遊戲機的設計、控制器及按鈕都有不同程度的修改及取消。

## 控制器
拉桿
Cassette Vision的兩旁設置2支左右移動的拉桿（稱為「LEVER-1」及「LEVER-2」，在某些遊戲則會充當上下移動。而Cassette Vision Jr.則改為1支。
「PUSH」功能鍵
Cassette Vision在拉桿中間平排4個按鈕，分別是「PUSH-1」至「PUSH-4」，主要作為方向鍵。Cassette Vision Jr.在位置及排列上有分別。
旋鈕
Cassette Vision在遊戲機上方的左右兩旁各有1對旋鈕（共4個），分別作水平及垂直移動。在Cassette Vision Jr.中刪去。
方向按鈕
Cassette Vision的下方中央有1個滑動開關，主要在棒球遊戲設定投球方向。在Cassette Vision Jr.中刪去。
其他按鈕
Cassette Vision的中間有3個輔助按鈕，分別是「選擇」、「輔助」及「開始」按鈕。Cassette Vision Jr.中只有「選擇」及「開始」按鈕。
外部端子
Cassette Vision設有外部端子供連接光線槍。在Cassette Vision Jr.中刪去。

## 遊戲
Cassette Vision共發售11款遊戲，其中3款並不支援Cassette Vision Jr.。

### 支援Cassette Vision Jr.的遊戲
- 太空司令部（Astro Command）：1983年發售的動作遊戲[10][11]
- 戰鬥侵略者（Battle Vader）：1982年發售的射擊遊戲，TV Vadar的Cassette Vision版本[12]
- 升降機驚慌（Elevator Panic）：1984年發售的動作遊戲，為怪獸大宅加設升降機的版本
- 銀河（Galaxian）：1981年發售的射擊遊戲，[13]
- 與作木匠（Kikori no Yosaku）：1981年發售的動作遊戲，為首款發售的遊戲戲，[11][14]
- 怪獸方塊（Monster Block）：1984年發售的解謎動作遊戲，玩法類似企鵝推冰。[11][15]
- 怪獸大宅（Monster Mansion）：1982年發售的動作遊戲，玩法類似大金剛[11][16]
- 吃吃怪獸（PakPak Monster）：1982年發售的動作遊戲，玩法類似食鬼[11][17]

### 不支援Cassette Vision Jr.的遊戲
- 棒球（Baseball）：1981年發售的運動遊戲，TV Baseball的Cassette Vision版本
- 大運動12（Big Sports 12）：1981年發售的運動遊戲，包括網球、排球、足球、壁球、練習、3款射擊及4款需要使用光線槍的遊戲[18]
- 新棒球（New Baseball）：1982年發售的運動遊戲

### 取消的遊戲
- 超級冠軍（Grand Champion）：俯視式的賽車遊戲，在發售前夕因發現嚴重的程式錯誤（「無法到達終點」，又或者是「即使到達終點也無法完成遊戲」）而停止發售[4]